# Gövhär Qazıyeva
Gövhär Qazıyeva (azerbajdzjanska: Gövhər Qazıyeva, engelska: Govhar Gaziyeva), född 1887, död 1960, var en azerisk skådespelare. 
Hon var den första kvinnliga professionella skådespelaren i Azerbadzjan. Hon debuterade 1906. 